# José Izquierdo
José Heriberto Izquierdo Mena (Pereira, 1992. július 7. –) kolumbiai válogatott labdarúgó.

## Sikerei, díjai

### Klub
- Club Brugge
  - Belga bajnok: 2015–16, 2021–22
  - Belga kupa: 2014–15
  - Belga szuperkupa: 2016

### Egyéni
- Belga bajnokság – Aranycipő: 2016